# (36365) 2000 OO9
2000 OO9 (asteroide 36365) é um asteroide da cintura principal. Possui uma excentricidade de 0.21363310 e uma inclinação de 14.03186º.
Este asteroide foi descoberto no dia 30 de julho de 2000 por John Broughton em Reedy Creek.